# Cyrtosia septentrionalis
Cyrtosia septentrionalis là một loài thực vật có hoa trong họ Lan. Loài này được (Rchb.f.) Garay mô tả khoa học đầu tiên năm 1986.

## Hình ảnh

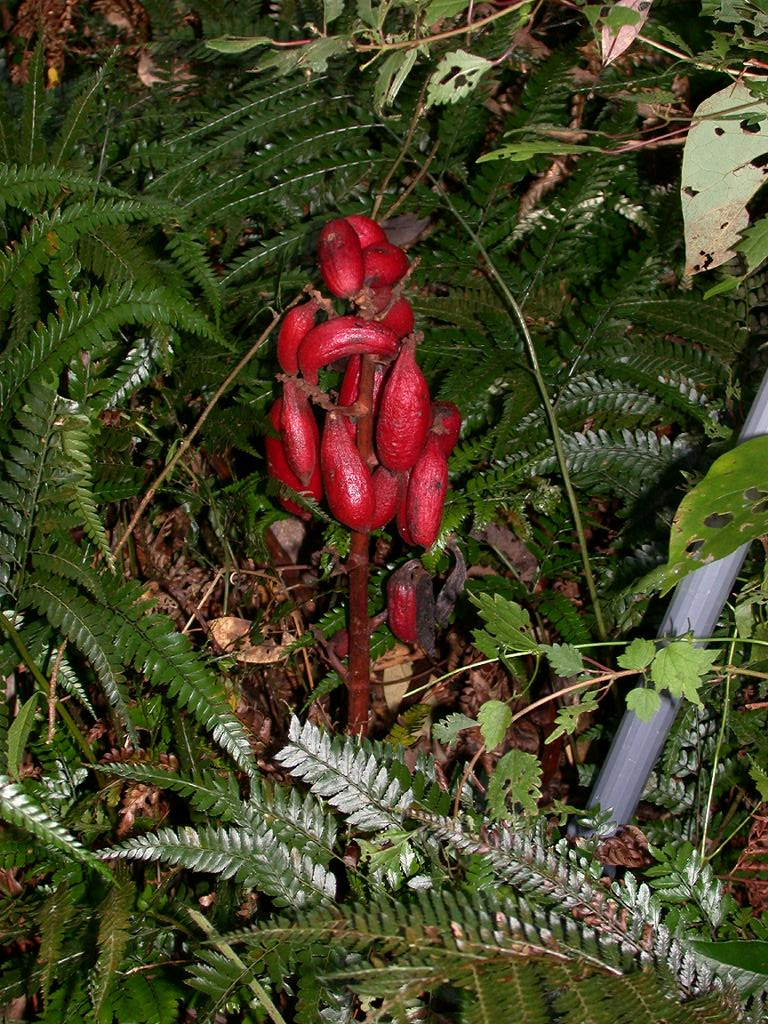
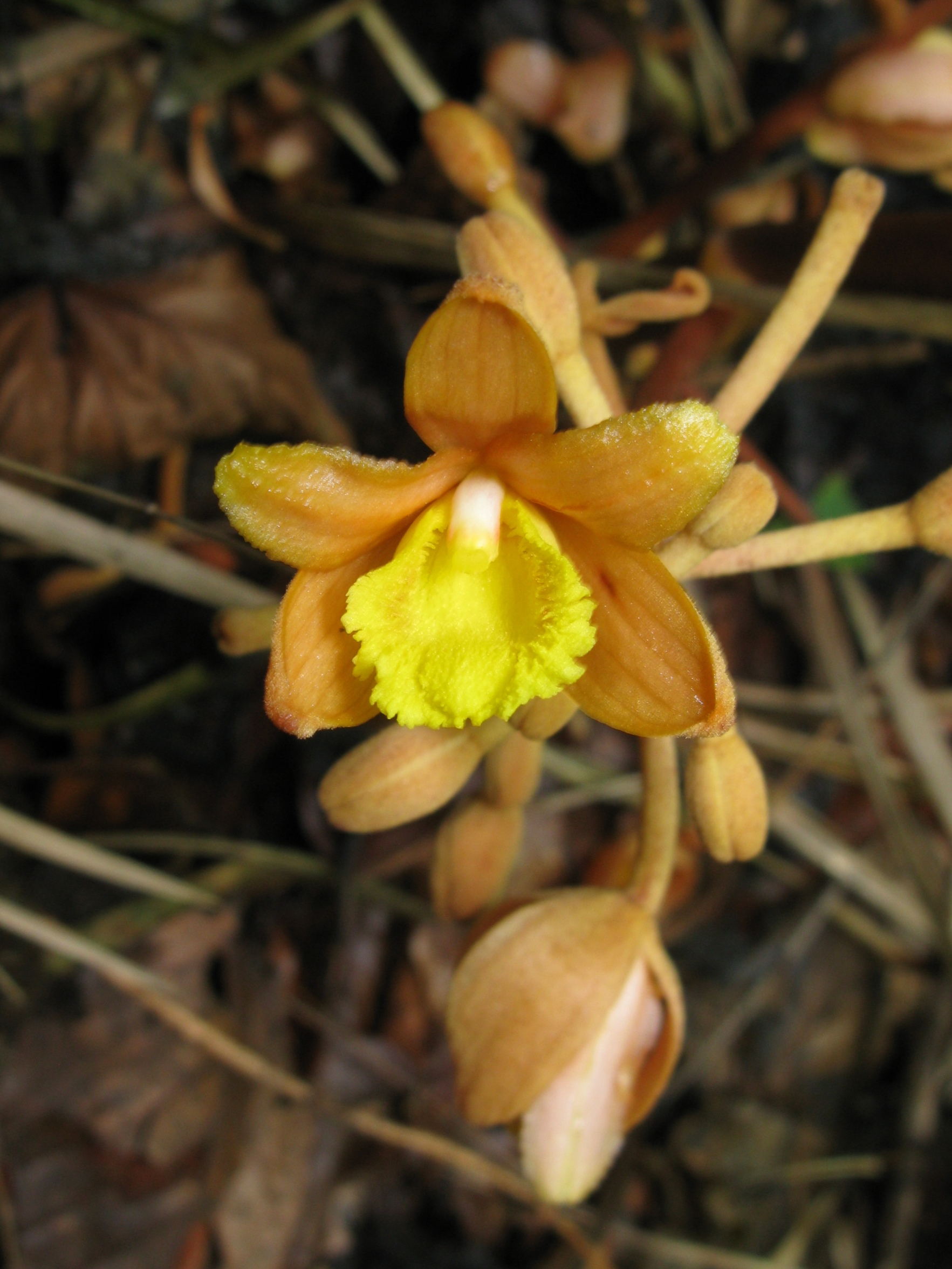
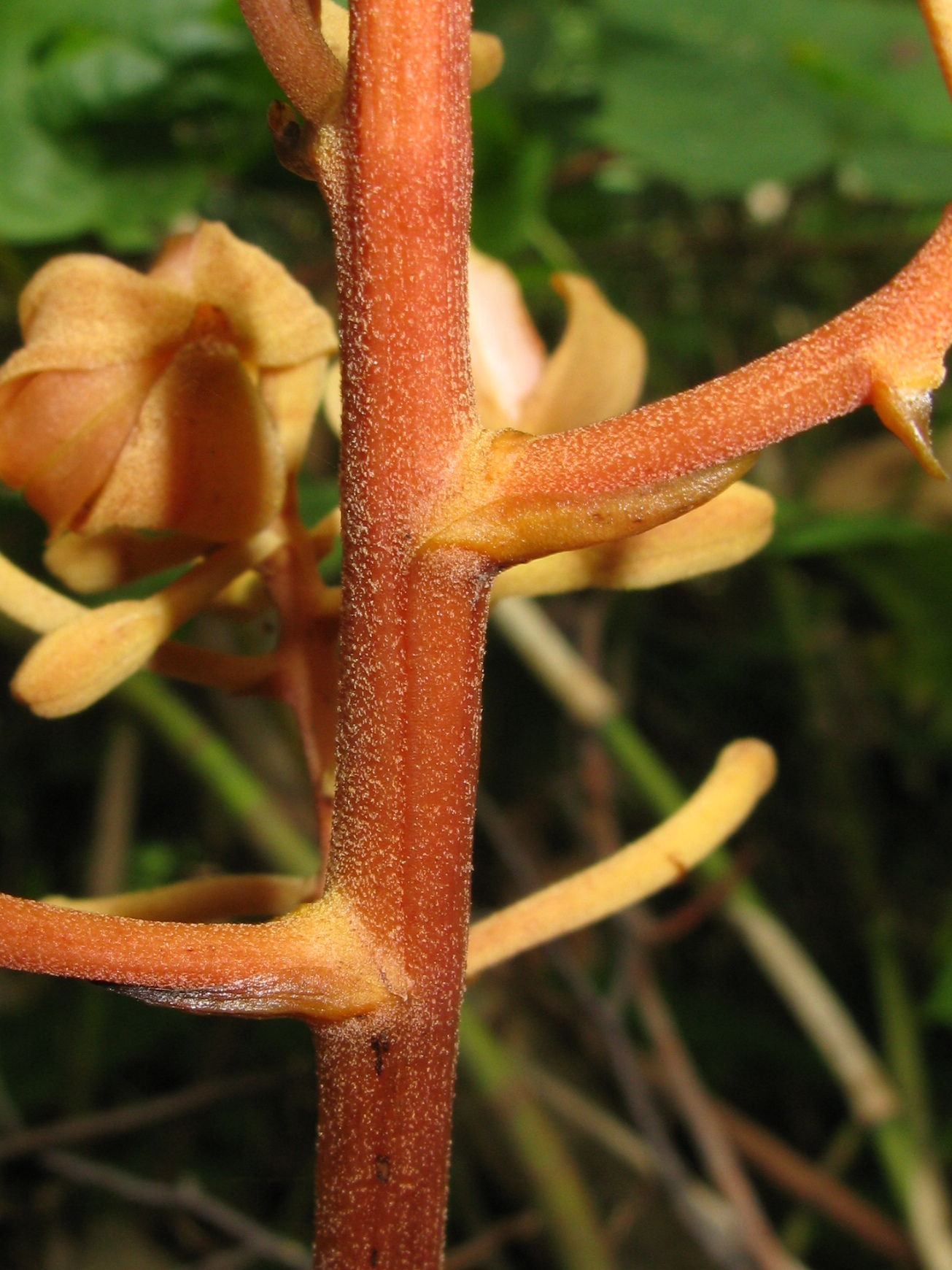
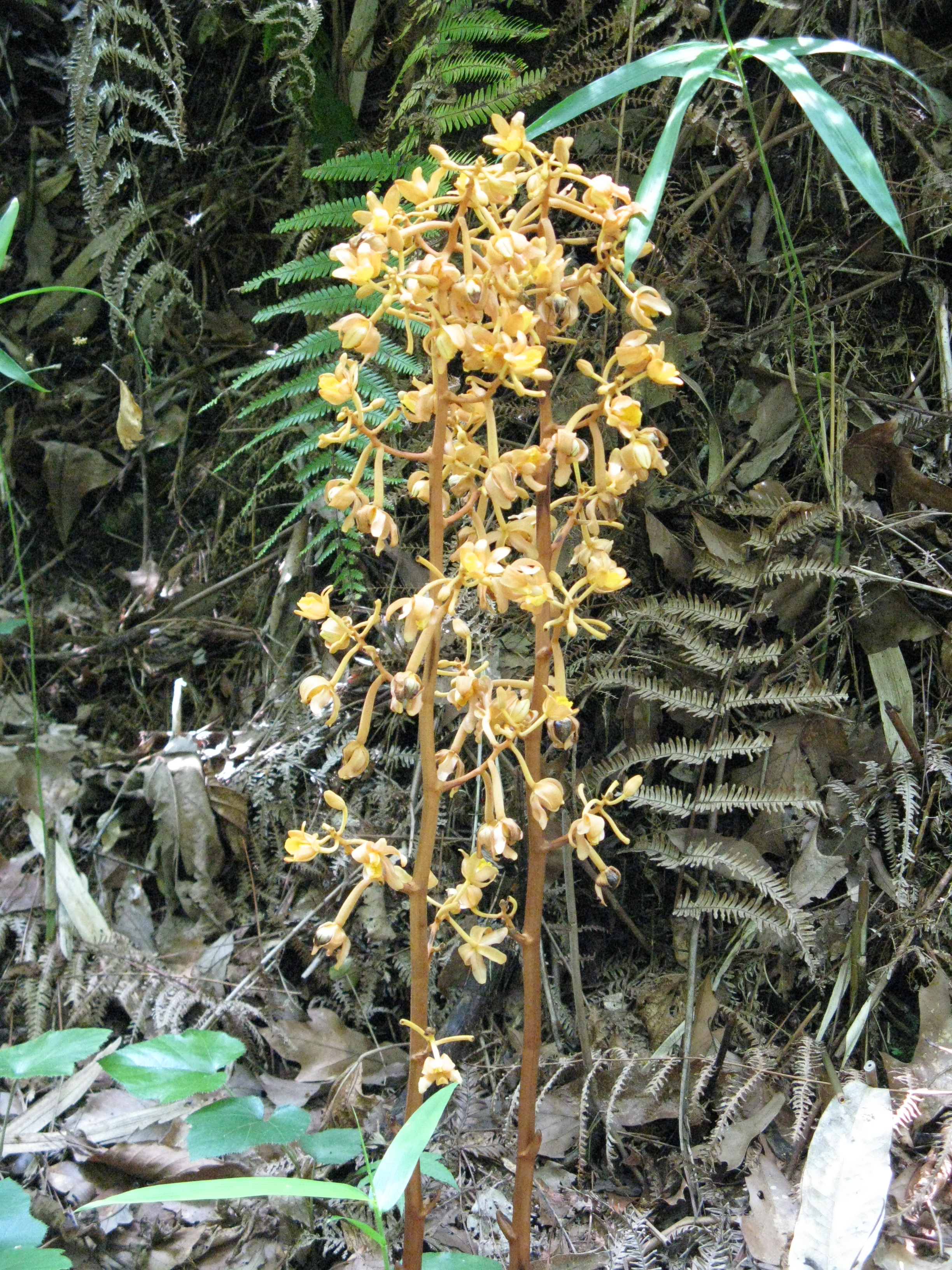